# Club Deportivo Universitario Universidad Privada Antenor Orrego
El Club Deportivo Universitario UPAO es un club de fútbol peruano con sede en la ciudad de Trujillo, en el Departamento de La Libertad, fue fundado en el año 2000 y actualmente juega el campeonato de la Copa Perú.

## Historia
El Club fue fundado en el campus de la Universidad Privada Antenor Orrego (UPAO) en el año 1995, el equipo fue inscrito en la tercera división de fútbol de Trujillo donde ocupó el tercer lugar. Posteriormente en el 2001 se coronó campeón del certamen antes mencionado. Para el año 2002 Deportivo Universitario UPAO, luego de cumplir una acertada participación en el Campeonato de segunda división obtuvo el tercer puesto y al año siguiente tras desempeñar una brillante campaña sin conocer derrota alguna alcanzó el título de segunda división ingresando a la primera división de Trujillo donde se encuentra desarrollando una campaña aceptable.
En la campaña 2019, el club Deportivo Universitario Universidad Privada Antenor Orrego alcanzó el quinto puesto de primera división distrital. Para el presente año (2022), el Deportivo Universitario Universidad Privada Antenor Orrego logró posicionarse en el cuarto puesto del campeonato.

## Uniforme
- Uniforme titular.- Camiseta blanca, pantalón blanco, medias blancas
- Uniforme alternativo.- Camiseta azul, pantalón azul, medias azules

## Entrenadores
- Juan Caballero (1997). Subcampeón Copa Perú 1997
- Juan Caballero (1999-2000). Campeón Copa Perú 1999

## Palmarés

### Torneos regionales
- Liga Provincial de Trujillo: 2014.
- Liga Distrital de Trujillo: 2011, 2015.
- Tercera División Trujillana: 2001
- Segunda División Trujillana: 2003
- Subcampeón de Liga Provincial de Trujillo: 2012, 2013.
- Subcampeón de Liga Distrital de Trujillo: 2012, 2013, 2014, 2024.

## Enlaces
- Deportivo Universitario UPAO (Oficial)
- Galería Deportivo Universitario UPAO
- Universidad Privada Antenor Orrego - Noticias 2015
- Universidad Privada Antenor Orrego - Noticias 2014
- Universidad Privada Antenor Orrego - Noticias 2012
- Primera Distrital de Trujillo 2019
- Primera Distrital de Trujillo 2022

- Datos: Q5774154